# スズラン薬局
株式会社スズラン薬局は、北海道の札幌市、小樽市、そして函館市を拠点にドラッグストア、調剤薬局を展開していた小売企業。

## 概説
屋号は「クスリのスズラン」で、100平米程度のコンビニエンスドラッグが主である。札幌市街に店舗の中には、ビューティーケアに注力した都市型店舗も見られる。コーポレートスローガンは「暮らしのパートナー」。
尚、社名となっているスズランは、花言葉で「幸福の約束」という意味があり、「健康で快適な暮らし」という幸福をお客様に約束するパートナーでありたいという思いが込められている。
2013年4月にグループ内の再編により、セガミメディクス株式会社へ統合され当社は解散となったが、「くすりのスズラン」、「スズラン薬局」は統合に伴って商号変更した株式会社ココカラファインヘルスケアの店舗ブランドの一つとして存続される。統合後は「クスリのスズラン」や「スズラン薬局」など旧社名の屋号での新規出店は行われず、また、「クスリのスズラン」の一部店舗は改装等のタイミングで「ココカラファイン」に屋号変更されていることもあり、店舗数は減少。「くすりのスズラン」は屋号消滅となった。
2022年5月時点で「スズラン薬局」が2店舗（小樽市と余市郡余市町に各1店舗ずつ）展開している。

## 沿革
- 1964年11月11日 - 創業者・近藤勲により設立。
- 2011年10月1日 - 株式取得により、株式会社ココカラファインが完全子会社化。
- 2013年4月1日 - グループ内の販売子会社再編に伴い、セガミメディクス株式会社に吸収合併され解散（セガミメディクス株式会社は合併に伴い、株式会社ココカラファインヘルスケアに商号変更）[2]。併せて、合併によるポイントカードの基本条件統一に伴い、「スズランポイントカード」のポイント付与単位を税込105円につき1ポイントから、セイジョーやセガミメディクスで採用している税込100円につき1ポイントに変更[3]。